# Liste de critères de divisibilité
Ceci est une liste de critères de divisibilité pour des nombres écrits en base décimale, premiers ou puissances de nombre premier, inférieurs à {\displaystyle 100}.
Ces critères sont exposés sans démonstration. Pour les démonstrations ou les méthodes ayant permis d'établir ces critères, voir l'article « Critère de divisibilité ».
Pour la divisibilité par un nombre composé dont on connaît la décomposition en produit de facteurs premiers {\displaystyle n=p_{1}^{k_{1}}\ldots p_{r}^{k_{r}}}, il suffit d'appliquer la règle générale : un nombre est divisible par {\displaystyle n} si et seulement s'il est divisible par chacun des {\displaystyle p_{i}^{k_{i}}}. Par exemple : un nombre est divisible par {\displaystyle 12} seulement s'il est divisible par {\displaystyle 3} et par {\displaystyle 4}.
Dans tout cet article, un entier naturel de {\displaystyle n+1} chiffres est représenté par {\displaystyle {\overline {a_{n}\ldots a_{1}a_{0}}}}, où {\displaystyle a_{0}} est le chiffre des unités, {\displaystyle a_{1}} des dizaines, {\displaystyle a_{2}} des centaines, etc.

## Critère de divisibilité par 2, 5 ou 10 élevés à une puissance n
Tout nombre entier est divisible par {\displaystyle 1}.

### Critère de divisibilité par 2n
Un nombre est divisible par {\displaystyle 2^{n}} si et seulement si ses {\displaystyle n} derniers chiffres forment un nombre divisible par {\displaystyle 2^{n}}.
Exemples
Un nombre est divisible par {\displaystyle 16=2^{4}} si et seulement si le nombre formé par ses {\displaystyle 4} derniers chiffres est divisible par {\displaystyle 16}.
Un nombre est divisible par {\displaystyle 32=2^{5}} si et seulement si le nombre formé par ses {\displaystyle 5} derniers chiffres est divisible par {\displaystyle 32}.
Application : {\displaystyle 87\ 753\ 216\ 864} est divisible par {\displaystyle 32} car {\displaystyle 16\ 864} est divisible par {\displaystyle 32}.

### Critère de divisibilité par 5n
Un nombre est divisible par {\displaystyle 5^{n}} si et seulement si ses {\displaystyle n} derniers chiffres forment un nombre divisible par {\displaystyle 5^{n}}.
Exemples
Un nombre est divisible par {\displaystyle 25=5^{2}} si et seulement si le nombre formé par ses deux derniers chiffres est divisible par {\displaystyle 25}, c'est-à-dire si son écriture « se termine » par {\displaystyle 00}, {\displaystyle 25}, {\displaystyle 50} ou {\displaystyle 75}.
Application : {\displaystyle 258\ 975} est divisible par {\displaystyle 25} car il se termine par {\displaystyle 75}.
{\displaystyle 257\ 543\ {\textbf {625}}} est divisible par {\displaystyle 5^{3}=125} car {\displaystyle 625} est divisible par {\displaystyle 125}.

### Critère de divisibilité par 10n
Pour {\displaystyle n} non nul, un nombre est divisible par 10n si et seulement si ses {\displaystyle n} derniers chiffres sont égaux à {\displaystyle 0}.
Exemple
{\displaystyle 652\ 500\ 000} est divisible par {\displaystyle 10^{5}} car ses {\displaystyle 5} derniers chiffres sont des {\displaystyle 0}.
{\displaystyle 65\ 250} est divisible par {\displaystyle 10^{1}} car son dernier chiffre est un {\displaystyle 0}.

## Entiers inférieurs à 10
| Divisibilité par : | Énoncé du critère : | Exemple : |
| ------------------ | --- | --- |
| 2                  | Un nombre est pair, c'est-à-dire divisible par 2 = 21, si et seulement si son chiffre des unités est {\displaystyle 0,2,4,6} ou {\displaystyle 8}.                                                                          | {\displaystyle 168} est pair car il se termine par {\displaystyle 8} qui est pair.                                                                                    |
| 3                  | Un nombre est divisible par {\displaystyle 3} si et seulement si la somme de ses chiffres est divisible par {\displaystyle 3}. (Par récurrence, cela implique que son résidu est {\displaystyle 3,6} ou {\displaystyle 9}.) | {\displaystyle 168} est divisible par {\displaystyle 3} car {\displaystyle 1+6+8=15}, {\displaystyle 1+5=6} et {\displaystyle 6} est divisible par {\displaystyle 3}. |
| 4                  | Un nombre est divisible par 4 = 22 si et seulement si {\displaystyle 2a_{1}+a_{0}} est divisible par {\displaystyle 4}. | {\displaystyle 2\ 548} est divisible par {\displaystyle 4} car {\displaystyle 2\times 4+8=16} qui est divisible par {\displaystyle 4}.                                |
| 5                  | Un nombre est divisible par 5 = 51 si et seulement si son chiffre des unités est {\displaystyle 0} ou {\displaystyle 5}. | {\displaystyle 235} est divisible par {\displaystyle 5} car il se termine par {\displaystyle 5}.                                                                      |
| 6                  | Un nombre est divisible par {\displaystyle 6} si et seulement s'il est divisible par {\displaystyle 2} et par {\displaystyle 3}.                                                                                            | {\displaystyle 168} est divisible par {\displaystyle 6}, car il est pair et divisible par {\displaystyle 3}.                                                          |
| 7                  | {\displaystyle {\overline {a_{n}\ldots a_{1}a_{0}}}} est divisible par {\displaystyle 7} si et seulement si {\displaystyle {\overline {a_{n}\ldots a_{1}}}-2a_{0}} l'est (pour d'autres critères, voir section suivante).   | {\displaystyle 182} est divisible par {\displaystyle 7} car {\displaystyle 18-2\times 2=14} l'est.                                                                    |
| 8                  | Un nombre est divisible par 8 = 23 si et seulement si {\displaystyle 4a_{2}+2a_{1}+a_{0}} est divisible par {\displaystyle 8}.                                                                                              | {\displaystyle 636\ 136} est divisible par {\displaystyle 8} car {\displaystyle 4\times 1+2\times 3+6=16} qui est divisible par {\displaystyle 8}.                    |
| 9                  | Un nombre est divisible par {\displaystyle 9} si et seulement si la somme de ses chiffres est divisible par {\displaystyle 9}.                                                                                              | {\displaystyle 423} est divisible par {\displaystyle 9} car {\displaystyle 4+2+3=9} l'est.                                                                            |
| 10                 | Un nombre est divisible par 10 = 101 si et seulement si son chiffre des unités est {\displaystyle 0}. | {\displaystyle 270} est divisible par {\displaystyle 10} car il se termine par {\displaystyle 0}.                                                                     |

## Critères de divisibilité par 7

### Lemmes de divisibilité par 7
Première méthode : Un nombre est divisible par {\displaystyle 7} si et seulement si la somme de son nombre de dizaines et de cinq fois son chiffre des unités l'est. On recommence jusqu'à ce que le nombre obtenu soit strictement inférieur à {\displaystyle 56\ (=7\times 8)}. Le nombre est divisible par {\displaystyle 7} si et seulement si le résultat final l'est.
Exemple
{\displaystyle 17\ 381} est divisible par {\displaystyle 7} car
{\displaystyle 1738+5\times 1=1743},
{\displaystyle 174+5\times 3=189},
{\displaystyle 18+5\times 9=63} et
{\displaystyle 6+5\times 3=21}.
Deuxième méthode : Un nombre est divisible par {\displaystyle 7} si et seulement si la différence entre son nombre de dizaines et le double de son chiffre des unités l'est. Si cette différence est négative, on peut la remplacer par sa valeur absolue. En répétant cette transformation jusqu'à obtenir un résultat strictement inférieur à {\displaystyle 14}, le nombre de départ est divisible par {\displaystyle 7} si et seulement si le résultat final est {\displaystyle 0} ou {\displaystyle 7}.
Exemple
{\displaystyle 17\ 381} est divisible par {\displaystyle 7} car
{\displaystyle 1738-2\times 1=1736},
{\displaystyle 173-2\times 6=161},
{\displaystyle 16-2\times 1=14} et
{\displaystyle |1-2\times 4|=7}.

### Critère pour un grand nombre
Une méthode, basée seulement sur le fait que {\displaystyle 10^{3}} est congru à –1 modulo 7, est de séparer ce nombre par tranches de {\displaystyle 3} chiffres en partant des unités et d'insérer alternativement des {\displaystyle -} et des {\displaystyle +} entre les tranches. On effectue l'opération ainsi écrite et ce résultat est divisible par {\displaystyle 7} si et seulement si le nombre de départ l'était.
Exemple
Soit le nombre {\displaystyle 5\ 527\ 579\ 818\ 992}.
On le sépare par tranches de trois chiffres à partir des unités :
{\displaystyle 5\mid 527\mid 579\mid 818\mid 992}.
On intercale alternativement des {\displaystyle -} et des {\displaystyle +} :
{\displaystyle 5-527+579-818+992}.
On effectue l'opération ainsi écrite :
{\displaystyle 5-527+579-818+992=231}.
On regarde si {\displaystyle 231} est divisible à l'aide du lemme de divisibilité par {\displaystyle 7} :
{\displaystyle 23+5\times 1=28} est divisible par {\displaystyle 7} donc {\displaystyle 5\ 527\ 579\ 818\ 992} l'est.
Comme {\displaystyle 1001} est le produit de {\displaystyle 7,11} et {\displaystyle 13}, la même méthode s'applique pour 11 et 13.

### Méthode de Toja
Cette méthode est basée sur le fait que {\displaystyle 10^{3}} est congru à {\displaystyle -1} modulo {\displaystyle 7}, dont on déduit que
donc {\displaystyle x} est divisible par {\displaystyle 7} si et seulement si {\displaystyle y} l'est. On peut bien sûr remplacer au passage chaque {\displaystyle b_{i}} par n'importe quel entier qui lui est congru modulo {\displaystyle 7}. Le principe est donc de découper le nombre {\displaystyle x} par tranches de {\displaystyle 2} chiffres et chercher la distance entre chaque nombre de {\displaystyle 2} chiffres et le multiple de {\displaystyle 7} le plus proche (alternativement par excès et par défaut).
Exemple
Soit le nombre {\displaystyle 5\ 527\ 579\ 818\ 992}.
On le sépare par tranches de deux chiffres à partir des unités :
{\displaystyle 5\mid 52\mid 75\mid 79\mid 81\mid 89\mid 92}.
- À partir de la droite, le multiple de {\displaystyle 7} le plus proche par défaut est {\displaystyle 91} : distance {\displaystyle 92-91=1}.
- Pour la deuxième paire, le multiple de {\displaystyle 7} le plus proche par excès est {\displaystyle 91} : distance {\displaystyle 91-89=2}.
- Pour la troisième paire, le multiple de {\displaystyle 7} le plus proche par défaut est 77 : distance {\displaystyle 81-77=4}.
- Pour la quatrième paire, distance : {\displaystyle 84-79=5}, etc.

Le nombre de départ est multiple de {\displaystyle 7} si et seulement si
{\displaystyle 1\mid 2\mid 4\mid 5\mid 5\mid 4\mid 5}
est multiple de {\displaystyle 7} (les différents « restes » sont écrits dans l'ordre inverse).
On trouve de même que la divisibilité par {\displaystyle 7} de {\displaystyle 1\ 245\ 545} équivaut à celle de {\displaystyle 3\ 136}, puis de {\displaystyle 14}, donc {\displaystyle 5\ 527\ 579\ 818\ 992} est divisible par {\displaystyle 7}.

### Méthode rapide
Comme dans le calcul du nombre modulo {\displaystyle 7} par la méthode de Toja, on va regrouper les chiffres par groupe de {\displaystyle 2}, en partant de la droite.
Ici on va utiliser le fait que {\displaystyle 100} vaut {\displaystyle 2} modulo {\displaystyle 7}.
La première étape, valable d'ailleurs pour toutes les méthodes, consiste à remplacer tous les chiffres par leur valeur modulo {\displaystyle 7}. Autrement dit à remplacer le {\displaystyle 7} par {\displaystyle 0}, le {\displaystyle 8} par {\displaystyle 1}, le {\displaystyle 9} par {\displaystyle 2}.
Soit le nombre {\displaystyle 5\ 527\ 579\ 818\ 992}.
On le remplace par {\displaystyle 5\ 520\ 502\ 111\ 222}.
Dans la deuxième étape on regroupe les chiffres par {\displaystyle 2} pour créer des nombres de {\displaystyle 0} à {\displaystyle 66}.
{\displaystyle 5\mid 52\mid 05\mid 02\mid 11\mid 12\mid 22}.
On les calcule modulo {\displaystyle 7}
{\displaystyle 5\mid 3\mid 5\mid 2\mid 4\mid 5\mid 1}.
C'est l'écriture du nombre base {\displaystyle 2}, avec des chiffres de {\displaystyle 0} à {\displaystyle 6}. On va utiliser la méthode de Horner : on dépile le chiffre le plus à gauche que l'on ajoute au nombre en cours ({\displaystyle 0} au départ) et on multiplie par {\displaystyle 2}.
{\displaystyle 5\cdot 2+3\rightarrow 3+3\rightarrow 6}
{\displaystyle 6\cdot 2+5\rightarrow 5+5\rightarrow 10\rightarrow 3}
{\displaystyle 3\cdot 2+2\rightarrow 8\rightarrow 1}
{\displaystyle 1\cdot 2+4\rightarrow 6}
{\displaystyle 6\cdot 2+5\rightarrow 5+5\rightarrow 10\rightarrow 3}
{\displaystyle 3\cdot 2+1\rightarrow 7\rightarrow 0}
Chaque ligne de calcul se fait aisément de tête, et chaque résultat intermédiaire peut être inscrit sur une seconde ligne :
{\displaystyle 5\mid 3\mid 5\mid 2\mid 4\mid 5\mid 1}
{\displaystyle 5\mid 6\mid 3\mid 1\mid 6\mid 3\mid 0}
On obtient {\displaystyle 0}, le nombre est divisible par {\displaystyle 7}.

### Utilisation d'un diagramme
Cette technique s'appuie sur l'écriture du nombre en base {\displaystyle 10} et sur les congruences modulo {\displaystyle 7}. L'utilisation d'un diagramme est proposée en {\displaystyle 2009} par David Wilson,. Sur un cercle, on dispose tous les nombres de {\displaystyle 0} à {\displaystyle 6}, c'est-à-dire tous les restes possibles modulo {\displaystyle 7}. On relie ensuite par une flèche chaque reste {\displaystyle r} avec le reste modulo {\displaystyle 7} de {\displaystyle r\times 10}.
Le diagramme s'utilise alors de la manière suivante : pour l'entier {\displaystyle {\overline {a_{n}\ldots a_{1}a_{0}}}}, égal à {\displaystyle (\ldots ((a_{n}\times 10+a_{n-1})\times 10+a_{n-2})\times 10+\ldots )\times 10+a_{0}}, 
- on se place sur la case {\displaystyle 0} et l'on se déplace sur le cercle de {\displaystyle a_{n}} cases. On obtient ainsi le reste de an modulo {\displaystyle 7} ;
- on emprunte alors la flèche qui part de la case où l'on se trouve et, à partir du point d'arrivée de la flèche, on se déplace sur le cercle de {\displaystyle a_{n-1}} cases. On obtient ainsi le reste de {\displaystyle a_{n}\times 10+a_{n-1}} modulo {\displaystyle 7} ;
- on recommence alors le processus (emprunt d'une flèche, puis déplacement sur le cercle) jusqu'à {\displaystyle a_{0}}. On obtient alors le reste modulo {\displaystyle 7} de {\displaystyle (\ldots ((a_{n}\times 10+a_{n-1})\times 10+a_{n-2})\times 10+\ldots )\times 10+a_{0}}.

Le nombre est divisible par {\displaystyle 7} si et seulement si la case d'arrivée est la case {\displaystyle 0}.
Exemple
Pour le nombre {\displaystyle 17\ 381}.
- On passe de {\displaystyle 0} à {\displaystyle 1}.

Diagramme de divisibilité par.

- On emprunte la flèche qui mène de {\displaystyle 1} à {\displaystyle 3} et l'on se déplace de {\displaystyle 7} cases (i. e. on reste sur place). On se trouve en {\displaystyle 3}.
- On emprunte la flèche qui mène de {\displaystyle 3} à {\displaystyle 2} et l'on se déplace de {\displaystyle 3} cases. On se trouve en {\displaystyle 5}.
- On emprunte la flèche qui mène de {\displaystyle 5} à {\displaystyle 1} et l'on se déplace de {\displaystyle 8} cases (i. e. on se déplace d'une case). On se trouve en {\displaystyle 2}.
- On emprunte la flèche qui mène de {\displaystyle 2} à {\displaystyle 6} et l'on se déplace d'une case. On se trouve en {\displaystyle 0}. Le nombre est bien divisible par {\displaystyle 7}.

Remarque : cette méthode peut se généraliser à toute autre divisibilité par {\displaystyle d} et à toute autre base {\displaystyle b} en construisant le diagramme adapté (les nombres de {\displaystyle 0} à {\displaystyle d-1} sur le cercle, des flèches reliant {\displaystyle r} au reste modulo {\displaystyle d} de {\displaystyle r\times b}).

## Critère de divisibilité par 11

### Première méthode
Pour déterminer si un nombre {\displaystyle N} est divisible par {\displaystyle 11} :
- on calcule la somme {\displaystyle A} des chiffres en position impaire ;
- on calcule la somme {\displaystyle B} des chiffres en position paire ;

{\displaystyle N} est divisible par {\displaystyle 11} si et seulement si la différence {\displaystyle A-B} (ou {\displaystyle B-A}) est divisible par {\displaystyle 11}.
Cela revient à effectuer la somme alternée de ses chiffres.

#### Exemple
Considérons le nombre {\displaystyle 19\ 382}.
{\displaystyle A=1+3+2=6}
{\displaystyle B=9+8=17}
{\displaystyle B-A=17-6=11} est divisible par {\displaystyle 11} donc {\displaystyle 19\ 382} l'est aussi.
On peut également effectuer le calcul : {\displaystyle 1-9+3-8+2=-11}.

#### «Mini-critère»
Un nombre de trois chiffres est divisible par {\displaystyle 11} si et seulement si la somme des deux chiffres extrêmes est égale au chiffre du milieu ({\displaystyle a_{2}+a_{0}=a_{1}}) ou à {\displaystyle 11} plus le chiffre du milieu ({\displaystyle a_{2}+a_{0}=11+a_{1}}).
Exemples
{\displaystyle 374} est divisible par {\displaystyle 11} parce que {\displaystyle 3+4=7}. Vérification : {\displaystyle 374=11\times 34}.
825 est divisible par {\displaystyle 11} parce que {\displaystyle 8+5=11+2}. Vérification : {\displaystyle 825=11\times 75}.

### Deuxième méthode
On sépare le nombre par tranches de deux chiffres à partir des unités en intercalant des {\displaystyle +} et l'on effectue l'opération obtenue. Le résultat est divisible par {\displaystyle 11} si et seulement si le nombre de départ l'était.
Exemple
Reprenons l'exemple précédent {\displaystyle 19\ 382} ; on obtient :
{\displaystyle 1+93+82=176}.
Comme le résultat a plus de deux chiffres, on recommence :
{\displaystyle 1+76=77}.
{\displaystyle 77} est divisible par {\displaystyle 11} donc {\displaystyle 19\ 382} l'est aussi.

### Troisième méthode
Un nombre est divisible par {\displaystyle 11} si et seulement si la différence entre son nombre de dizaines et son chiffre des unités est divisible par {\displaystyle 11}.

#### Exemples
{\displaystyle 3432} est divisible par {\displaystyle 11} car {\displaystyle 343-2=341}, {\displaystyle 34-1=33} et {\displaystyle 33} est divisible par {\displaystyle 11}.
{\displaystyle 73108} n'est pas divisible par {\displaystyle 11} car {\displaystyle 7310-8=7302}, {\displaystyle 730-2=728}, {\displaystyle 72-8=64} et {\displaystyle 64} n'est pas un multiple de {\displaystyle 11}.
Démonstration
Soit {\displaystyle n} un entier naturel alors {\displaystyle n} s'écrit de manière unique {\displaystyle n=10a+b} où {\displaystyle a} est le nombre de dizaines et {\displaystyle b} le chiffre des unités.
{\displaystyle n=11a+b-a} et donc {\displaystyle n} congru à {\displaystyle 0} modulo {\displaystyle 11} est équivalent à {\displaystyle b-a} congru à {\displaystyle 0} modulo {\displaystyle 11}.

## Critère de divisibilité par 13

### Le critère de divisibilité par 13
Le nombre {\displaystyle {\overline {a_{n}\ldots a_{1}a_{0}}}} est divisible par {\displaystyle 13} si et seulement si {\displaystyle {\overline {a_{n}\ldots a_{1}}}+4a_{0}} l'est. Pour voir si un nombre est divisible par {\displaystyle 13}, il suffit de répéter cette transformation jusqu'à obtenir un résultat strictement inférieur à {\displaystyle 52} ({\displaystyle =4\times 13}). Le nombre de départ est divisible par {\displaystyle 13} si et seulement si le résultat final est {\displaystyle 13,26} ou {\displaystyle 39}.
Exemples
- {\displaystyle 312} est divisible par {\displaystyle 13} car {\displaystyle 31+4\times 2=39}.
- {\displaystyle 1\ 664} est divisible par {\displaystyle 13} car {\displaystyle 166+4\times 4=182} et {\displaystyle 18+4\times 2=26}.

### Critère pour un grand nombre
Pour savoir si un grand nombre est divisible par {\displaystyle 13}, il suffit, puisque {\displaystyle 10^{3}} est congru à {\displaystyle -1} modulo {\displaystyle 13} comme modulo {\displaystyle 7}, d'appliquer la même réduction que dans le deuxième des trois critères ci-dessus de divisibilité par 7 : séparer ce nombre par tranches de {\displaystyle 3} chiffres en partant des unités et insérer alternativement des {\displaystyle -} et des {\displaystyle +} entre les tranches.
On effectue l'opération ainsi écrite et le résultat est divisible par {\displaystyle 13} si et seulement si le grand nombre considéré l'était.
Exemple
Soit le nombre {\displaystyle 1\ 633\ 123\ 612\ 311\ 854}.
On le sépare par tranches de trois à partir des unités :
{\displaystyle 1\mid 633\mid 123\mid 612\mid 311\mid 854}.
On intercale alternativement des {\displaystyle -} et des {\displaystyle +} :
{\displaystyle 1-633+123-612+311-854}.
On effectue l'opération ainsi écrite :
{\displaystyle 1-633+123-612+311-854=-1664}.
Le résultat est négatif, mais on peut prendre sa valeur absolue {\displaystyle 1\ 664} et continuer.
D'après l'exemple précédent, {\displaystyle 1\ 664} est divisible par {\displaystyle 13} donc {\displaystyle 1\ 633\ 123\ 612\ 311\ 854} l'est aussi.

## Critère de divisibilité par 15
Un nombre {\displaystyle {\overline {a_{n}\ldots a_{1}a_{0}}}} est divisible par {\displaystyle 15} si et seulement si {\displaystyle a_{0}+10\sum _{k=1}^{n}a_{k}} (ou sa valeur absolue) l'est. Pour le démontrer, il suffit de remarquer que {\displaystyle 10^{k}\equiv 10[15]} et ce pour tout {\displaystyle k\in \mathbb {N} ^{*}} ce qui se démontre bien par récurrence. Si le nombre résultant du calcul est trop grand, il suffit de répéter l'opération.
Exemples
- {\displaystyle 35\ 910} est divisible par {\displaystyle 15} car {\displaystyle 0+10\times (1+9+5+3)=180} est divisible par {\displaystyle 15}.
- {\displaystyle 23\ 905\ 720} n'est pas divisible par {\displaystyle 15} car {\displaystyle 0+10\times (2+7+5+0+9+3+2)=280} n'est pas divisible par {\displaystyle 15}.

## Critère de divisibilité par 17
Un nombre {\displaystyle {\overline {a_{n}\ldots a_{1}a_{0}}}} est divisible par {\displaystyle 17} si et seulement si {\displaystyle {\overline {a_{n}\ldots a_{1}}}-5a_{0}} (ou sa valeur absolue) l'est. Pour voir si un nombre est divisible par {\displaystyle 17}, il suffit de répéter cette transformation jusqu'à obtenir un résultat strictement inférieur à {\displaystyle 51} ({\displaystyle =3\times 17}). Le nombre de départ est divisible par {\displaystyle 17} si et seulement si le résultat final est {\displaystyle 0,17} ou {\displaystyle 34}.
Exemples
- {\displaystyle 3\ 723} est divisible par {\displaystyle 17} car {\displaystyle 372-5\times 3=357} et {\displaystyle 35-5\times 7=0}.
- {\displaystyle 5\ 933} est divisible par {\displaystyle 17} car {\displaystyle 593-5\times 3=578} et {\displaystyle 57-5\times 8=17}.

## Critère de divisibilité par 19
Le nombre {\displaystyle {\overline {a_{n}\ldots a_{1}a_{0}}}} est divisible par {\displaystyle 19} si et seulement si {\displaystyle {\overline {a_{n}\ldots a_{1}}}+2a_{0}} l'est. Pour voir si un nombre est divisible par {\displaystyle 19}, il suffit de répéter cette transformation jusqu'à obtenir un résultat strictement inférieur à {\displaystyle 38} ({\displaystyle =2\times 19}). Le nombre de départ est divisible par {\displaystyle 19} si et seulement si le résultat final est {\displaystyle 19}.
Exemple
{\displaystyle 6\ 859} est divisible par {\displaystyle 19} car {\displaystyle 685+2\times 9=703}, {\displaystyle 70+2\times 3=76} et {\displaystyle 7+2\times 6=19}.

## Critère de divisibilité par 21

### Critère immédiat
Un nombre est divisible par {\displaystyle 21} si et seulement s'il est divisible par 7 et par 3.

### Lemme de divisibilité par 21
Le nombre {\displaystyle {\overline {a_{n}\ldots a_{1}a_{0}}}} est divisible par {\displaystyle 21} si et seulement si {\displaystyle {\overline {a_{n}\ldots a_{1}}}-2a_{0}} (ou sa valeur absolue) l'est. Cette transformation est la même que la première indiquée pour la divisibilité par {\displaystyle 7} (§ « Entiers inférieurs à 10 »). Pour voir si un nombre est divisible par {\displaystyle 21}, il suffit de la répéter jusqu'à obtenir un résultat strictement inférieur à {\displaystyle 21}. Le nombre de départ est divisible par {\displaystyle 21} si et seulement si le résultat final est {\displaystyle 0}.
Exemple
{\displaystyle 5\ 271} est divisible par {\displaystyle 21} car
{\displaystyle 527-2\times 1=525},
{\displaystyle 52-2\times 5=42} et
{\displaystyle 4-2\times 2=0}.

### Critère pour un grand nombre
Même méthode que plus loin pour 27 mais par tranches de {\displaystyle 6} chiffres (voir le § « Critère de divisibilité par un facteur de 10n ± 1 » ).

## Critère de divisibilité par 23

### Première méthode
Le nombre {\displaystyle {\overline {a_{n}\ldots a_{1}a_{0}}}} est divisible par {\displaystyle 23} si et seulement si {\displaystyle {\overline {a_{n}\ldots a_{1}}}+7a_{0}} l'est. Pour voir si un nombre est divisible par {\displaystyle 23}, il suffit de répéter cette transformation jusqu'à obtenir un résultat strictement inférieur à {\displaystyle 92} ({\displaystyle =4\times 23}). Le nombre de départ est divisible par {\displaystyle 23} si et seulement si le résultat final est {\displaystyle 23,46} ou {\displaystyle 69}.
Exemple
{\displaystyle 3\ 151} est divisible par {\displaystyle 23} car {\displaystyle 315+7\times 1=322} et {\displaystyle 32+7\times 2=46}.

### Deuxième méthode
Le nombre {\displaystyle {\overline {a_{n}\ldots a_{1}a_{0}}}} est divisible par {\displaystyle 23} si et seulement si {\displaystyle {\overline {a_{n}\ldots a_{2}}}+3{\overline {a_{1}a_{0}}}} l'est. On recommence jusqu'à ce que le nombre obtenu soit strictement inférieur à {\displaystyle 322} ({\displaystyle =23\times 14}). Le nombre est divisible par {\displaystyle 23} si et seulement si le résultat final l'est.
Exemple
Reprenons l'exemple précédent : {\displaystyle 3\ 151} est divisible par {\displaystyle 23} car {\displaystyle 31+3\times 51=184} et {\displaystyle 184=8\times 23}.

## Critère de divisibilité par 27
Pour savoir si un nombre est divisible par {\displaystyle 27}, on le sépare par tranches de {\displaystyle 3} chiffres à partir des unités en intercalant des {\displaystyle +}. On effectue l'opération obtenue. Le résultat est divisible par {\displaystyle 27} si et seulement si le nombre considéré au départ l'était.
Exemple
Soit le nombre {\displaystyle 68\ 748\ 098\ 828\ 632\ 988\ 661}.
On effectue l'opération :
{\displaystyle 68+748+098+828+632+988+661=4023}.
Le résultat ayant plus de {\displaystyle 3} chiffres, on peut recommencer :
{\displaystyle 4+023=27} qui est divisible par {\displaystyle 27}, donc {\displaystyle 68\ 748\ 098\ 828\ 632\ 988\ 661} l'est aussi.

## Critère de divisibilité par 29
Le nombre {\displaystyle {\overline {a_{n}\ldots a_{1}a_{0}}}} est divisible par {\displaystyle 29} si et seulement si {\displaystyle {\overline {a_{n}\ldots a_{1}}}+3a_{0}} l'est. Pour voir si un nombre est divisible par {\displaystyle 29} il suffit de répéter cette transformation jusqu'à obtenir un résultat strictement inférieur à {\displaystyle 58} ({\displaystyle =2\times 29}). Le nombre de départ est divisible par {\displaystyle 29} si et seulement si le résultat final est {\displaystyle 29}.
Exemple
{\displaystyle 75\ 168} est divisible par {\displaystyle 29} car
{\displaystyle 7\ 516+3\times 8=7\ 540},
{\displaystyle 754+3\times 0=754},
{\displaystyle 75+3\times 4=87} et
{\displaystyle 8+3\times 7=29}.

## Critère de divisibilité par 31
Le nombre {\displaystyle {\overline {a_{n}\ldots a_{1}a_{0}}}} est divisible par {\displaystyle 31} si et seulement si {\displaystyle {\overline {a_{n}\ldots a_{1}}}-3a_{0}} (ou sa valeur absolue) l'est. Pour voir si un nombre est divisible par {\displaystyle 31}, il suffit de répéter cette transformation jusqu'à obtenir un résultat strictement inférieur à {\displaystyle 31}. Le nombre de départ est divisible par {\displaystyle 31} si et seulement si le résultat final est {\displaystyle 0}.
Exemple
{\displaystyle 15\ 996} est divisible par {\displaystyle 31} car
{\displaystyle 1\ 599-3\times 6=1\ 581},
{\displaystyle 158-3\times 1=155} et
{\displaystyle 15-3\times 5=0}.

## Critère de divisibilité par 37
Même méthode que pour 27 (voir le  § « Critère de divisibilité par un facteur de 10n ± 1 » ): On découpe le nombre par tranche de trois chiffres et on fait la somme des tranches.
Quand le nombre est un nombre à trois chiffres {\displaystyle {\overline {abc}}}, comme {\displaystyle 111} est un multiple de {\displaystyle 37}, on peut retrancher aux trois chiffres le plus petit d'entre eux pour faire apparaître un ou plusieurs zéros sans changer la divisibilité.
Si le nombre obtenu contient deux zéros, le nombre de départ n'est pas divisible par {\displaystyle 37}; si le nombre obtenu vaut {\displaystyle 0}, le nombre de départ est divisible par {\displaystyle 37}.
Sinon, le nombre obtenu contient un seul zéro, que l'on enlève pour obtenir un nombre à {\displaystyle 2} chiffres.
- Si le {\displaystyle 0} était en position extrême, le nombre de départ est divisible par {\displaystyle 37} si et seulement si le nombre final vaut {\displaystyle 37} ou {\displaystyle 74}
- si le {\displaystyle 0} était en position centrale, le nombre de départ est divisible par {\displaystyle 37} si et seulement si le nombre final vaut {\displaystyle 73} ou {\displaystyle 47}.

Exemple
{\displaystyle 925} est divisible par {\displaystyle 37} car
le plus petit chiffre est {\displaystyle 2}, on le retranche à chaque chiffre :
{\displaystyle 925-222=703}
le {\displaystyle 0} est central, et le nombre final est {\displaystyle 73}, donc le nombre initial est divisible par {\displaystyle 37}
On peut aussi utiliser le critère général de divisibilité : le nombre {\displaystyle {\overline {a_{n}\ldots a_{1}a_{0}}}} est divisible par {\displaystyle 37} si et seulement si {\displaystyle {\overline {a_{n}\ldots a_{1}}}-11a_{0}} l'est. Pour voir si un nombre est divisible par {\displaystyle 37}, il suffit de répéter cette transformation.
Le nombre de départ est divisible par {\displaystyle 37} si et seulement si le reste est un multiple de {\displaystyle 37}
Exemple
{\displaystyle 19\ 388} est divisible par {\displaystyle 37} car
{\displaystyle 1\ 938-8\times 11=1\ 850}
{\displaystyle 185-0\times 11=185=37\times 5}

## Critère de divisibilité par 39

### Critère immédiat
Un nombre est divisible par {\displaystyle 39} si et seulement s'il est divisible par 13 et par 3.

### Lemme de divisibilité par 39
Le nombre {\displaystyle {\overline {a_{n}\ldots a_{1}a_{0}}}} est divisible par {\displaystyle 39} si et seulement si {\displaystyle {\overline {a_{n}\ldots a_{1}}}+4a_{0}} l'est. Cette transformation est la même que celle pour la divisibilité par 13. Pour voir si un nombre est divisible par {\displaystyle 39}, il suffit de la répéter jusqu'à obtenir un résultat strictement inférieur à {\displaystyle 78} ({\displaystyle =2\times 39}). Le nombre de départ est divisible par {\displaystyle 39} si et seulement si le résultat final est {\displaystyle 39}.
Exemple
{\displaystyle 4\ 992} est divisible par {\displaystyle 39} car
{\displaystyle 499+4\times 2=507},
{\displaystyle 50+4\times 7=78} et
{\displaystyle 7+4\times 8=39}

### Critère pour un grand nombre
Même méthode que pour 27 mais par tranches de {\displaystyle 6} chiffres (voir le § « Critère de divisibilité par un facteur de 10n ± 1 » ).

## Critère de divisibilité par 41

### Lemme de divisibilité par 41
Le nombre {\displaystyle {\overline {a_{n}\ldots a_{1}a_{0}}}} est divisible par {\displaystyle 41} si et seulement si {\displaystyle {\overline {a_{n}\ldots a_{1}}}-4a_{0}} (ou sa valeur absolue) l'est. Pour voir si un nombre est divisible par {\displaystyle 41}, il suffit de répéter cette transformation jusqu'à obtenir un résultat strictement inférieur à {\displaystyle 41}. Le nombre de départ est divisible par {\displaystyle 41} si et seulement si le résultat final est {\displaystyle 0}.
Exemple
{\displaystyle 8\ 036} est divisible par {\displaystyle 41} car
{\displaystyle 803-4\times 6=779},
{\displaystyle 77-4\times 9=41} et
{\displaystyle 4-4\times 1=0}.

### Critère pour un grand nombre
Même méthode que pour 27 mais par tranches de {\displaystyle 5} chiffres (voir le  § « Critère de divisibilité par un facteur de 10n ± 1 »).

## Critère de divisibilité par 43
Le nombre {\displaystyle {\overline {a_{n}\ldots a_{1}a_{0}}}} est divisible par {\displaystyle 43} si et seulement si {\displaystyle {\overline {a_{n}\ldots a_{2}}}-3{\overline {a_{1}a_{0}}}} (ou sa valeur absolue) l'est. On recommence jusqu'à ce que le nombre obtenu soit strictement inférieur à {\displaystyle 215} ({\displaystyle =43\times 5}). Le nombre est divisible par {\displaystyle 43} si et seulement si le résultat final l'est.
Exemple
{\displaystyle 173\ 161} est divisible par {\displaystyle 43} car {\displaystyle 1\ 731-3\times 61=1\ 548} et {\displaystyle |15-48\times 3|=129=43\times 3}.

## Critère de divisibilité par 47
Le nombre {\displaystyle {\overline {a_{n}\ldots a_{1}a_{0}}}} est divisible par {\displaystyle 47} si et seulement si {\displaystyle {\overline {a_{n}\ldots a_{2}}}+8{\overline {a_{1}a_{0}}}} l'est. On recommence jusqu'à ce que le nombre obtenu soit strictement inférieur à {\displaystyle 846} ({\displaystyle =47\times 18}). Le nombre est divisible par {\displaystyle 47} si et seulement si le résultat final l'est.
Exemple
{\displaystyle 143\ 597} n'est pas divisible par {\displaystyle 47} car {\displaystyle 1\ 435+8\times 97=2\ 211} et {\displaystyle 22+8\times 11=110=2\times 47+16}.

## Critère de divisibilité par 49
Le nombre {\displaystyle {\overline {a_{n}\ldots a_{1}a_{0}}}} est divisible par {\displaystyle 49} si et seulement si la somme {\displaystyle {\overline {a_{n}\ldots a_{1}}}+5a_{0}} l'est. On recommence jusqu'à ce que le nombre obtenu soit strictement inférieur à {\displaystyle 98} ({\displaystyle =2\times 49}). Le nombre est divisible par 49 si et seulement si le résultat final est {\displaystyle 49}.
Exemple
{\displaystyle 478\ 515\ 625} est divisible par {\displaystyle 49} car
{\displaystyle 47\ 851\ 562+5\times 5=47\ 851\ 587},
{\displaystyle 4\ 785\ 158+5\times 7=4\ 785\ 193},
{\displaystyle 478\ 519+5\times 3=478\ 534},
{\displaystyle 47\ 853+5\times 4=47\ 873},
{\displaystyle 4\ 787+5\times 3=4\ 802},
{\displaystyle 480+5\times 2=490} et
{\displaystyle 49+5\times 0=49}.

## Critère de divisibilité par 53
Le nombre {\displaystyle {\overline {a_{n}\ldots a_{1}a_{0}}}} est divisible par {\displaystyle 53} si et seulement si {\displaystyle {\overline {a_{n}\ldots a_{2}}}-9{\overline {a_{1}a_{0}}}} (ou sa valeur absolue) l'est. On recommence jusqu'à ce que le nombre obtenu soit strictement inférieur à {\displaystyle 800}. On passe ensuite au second critère de divisibilité : le nombre {\displaystyle {\overline {a_{n}\ldots a_{1}a_{0}}}} est divisible par {\displaystyle 53} si et seulement si {\displaystyle {\overline {a_{n}\ldots a_{1}}}+16a_{0}} l'est. Il suffit de répéter cette transformation jusqu'à obtenir un résultat strictement inférieur à {\displaystyle 212} ({\displaystyle =4\times 53}). Le nombre de départ est divisible par {\displaystyle 53} si et seulement si le résultat final est {\displaystyle 53,106} ou {\displaystyle 159}.
Exemple
{\displaystyle 132\ 023} est divisible par {\displaystyle 53} car {\displaystyle 1\ 320-9\times 23=1\ 113} et {\displaystyle |11-9\times 13|=106=2\times 53}.

## Critère de divisibilité par 59
Le nombre {\displaystyle {\overline {a_{n}\ldots a_{1}a_{0}}}} est divisible par {\displaystyle 59} si et seulement si {\displaystyle {\overline {a_{n}\ldots a_{1}}}+6a_{0}} l'est. On recommence jusqu'à ce que le nombre obtenu soit strictement inférieur à {\displaystyle 118} ({\displaystyle =2\times 59}). Le nombre est divisible par {\displaystyle 59} si et seulement si le résultat final est {\displaystyle 59}.
Exemple
{\displaystyle 1\ 185} n'est pas divisible par {\displaystyle 59} car {\displaystyle 118+6\times 5=148} et {\displaystyle 14+6\times 8=62}.

## Critère de divisibilité par 61
Le nombre {\displaystyle {\overline {a_{n}\ldots a_{1}a_{0}}}} est divisible par {\displaystyle 61} si est seulement si {\displaystyle {\overline {a_{n}\ldots a_{1}}}-6a_{0}} (ou sa valeur absolue) l'est. On recommence jusqu'à ce que le nombre obtenu soit strictement inférieur à {\displaystyle 61}. Le nombre est divisible par {\displaystyle 61} si et seulement si résultat final est {\displaystyle 0}.
Exemple
{\displaystyle 5\ 623} n'est pas divisible par {\displaystyle 61} car {\displaystyle 562-6\times 3=544} et {\displaystyle 54-6\times 4=30}.

## Critère de divisibilité par 67
Un nombre {\displaystyle {\overline {a_{n}\ldots a_{1}a_{0}}}} est divisible par {\displaystyle 67} si et seulement si {\displaystyle {\overline {a_{n}\ldots a_{2}}}-2{\overline {a_{1}a_{0}}}} (ou sa valeur absolue) l'est. On recommence jusqu'à ce que le nombre obtenu soit strictement inférieur à {\displaystyle 134} ({\displaystyle =2\times 67}). Le nombre est divisible par {\displaystyle 67} si et seulement si le résultat final est 0 ou {\displaystyle 67}.
Exemple
{\displaystyle 135\ 541} est divisible par {\displaystyle 67} car
{\displaystyle 1\ 355-41\times 2=1\ 273},
{\displaystyle |12-73\times 2|=134} et
{\displaystyle |1-34\times 2|=67}.

## Critère de divisibilité par 71
Le nombre {\displaystyle {\overline {a_{n}\ldots a_{1}a_{0}}}} est divisible par {\displaystyle 71} si et seulement si {\displaystyle {\overline {a_{n}\ldots a_{1}}}-7a_{0}} l'est. On recommence jusqu'à ce que le nombre obtenu soit strictement inférieur à {\displaystyle 71}. Le nombre est divisible par {\displaystyle 71} si et seulement si le résultat final est {\displaystyle 0}.
Exemple : {\displaystyle 27\ 253} n'est pas divisible par {\displaystyle 71} car
{\displaystyle 2\ 725-7\times 3=2\ 704},
{\displaystyle 270-7\times 4=242} et
{\displaystyle 24-7\times 2=10}.

## Critère de divisibilité par 73
Même méthode que pour 13 mais par tranches de {\displaystyle 4} chiffres (voir le  § « Critère de divisibilité par un facteur de 10n ± 1 » ).

## Critère de divisibilité par 79
Le nombre {\displaystyle {\overline {a_{n}\ldots a_{1}a_{0}}}} est divisible par {\displaystyle 79} si et seulement si {\displaystyle {\overline {a_{n}\ldots a_{1}}}+8a_{0}} l'est. On recommence jusqu'à ce que le nombre obtenu soit strictement inférieur à {\displaystyle 158} ({\displaystyle =2\times 79}). Le nombre est divisible par 79 si et seulement si le résultat final est {\displaystyle 79}.
Exemple
{\displaystyle 21\ 804} est divisible par {\displaystyle 79} car
{\displaystyle 2\ 180+8\times 4=2\ 212},
{\displaystyle 221+8\times 2=237} et
{\displaystyle 23+8\times 7=79}.

## Critère de divisibilité par 83
Le nombre {\displaystyle {\overline {a_{n}\ldots a_{1}a_{0}}}} est divisible par {\displaystyle 83} si et seulement si {\displaystyle {\overline {a_{n}\ldots a_{1}}}+25a_{0}} l'est. On recommence jusqu'à ce que le nombre obtenu soit strictement inférieur à {\displaystyle 332} ({\displaystyle =83\times 4}). Le nombre est divisible par {\displaystyle 83} si et seulement si le résultat final est {\displaystyle 83,166} ou {\displaystyle 249}.
Exemple
{\displaystyle 11\ 537} est divisible par {\displaystyle 83} car {\displaystyle 1\ 153+7\times 25=1\ 328} et {\displaystyle 132+8\times 25=332} et {\displaystyle 33+2\times 25=83}.

## Critère de divisibilité par 89
Le nombre {\displaystyle {\overline {a_{n}\ldots a_{1}a_{0}}}} est divisible par {\displaystyle 89} si et seulement si {\displaystyle {\overline {a_{n}\ldots a_{1}}}+9a_{0}} l'est. On recommence jusqu'à ce que le nombre obtenu soit strictement inférieur à {\displaystyle 178} ({\displaystyle =89\times 2}). Le nombre est divisible par {\displaystyle 89} si et seulement si le résultat final est {\displaystyle 89}.
Exemple : {\displaystyle 7\ 921} est divisible par {\displaystyle 89} car {\displaystyle 792+9\times 1=801} et {\displaystyle 80+9\times 1=89}.

## Critère de divisibilité par 97
Le nombre {\displaystyle {\overline {a_{n}\ldots a_{1}a_{0}}}} est divisible par {\displaystyle 97} si et seulement si {\displaystyle {\overline {a_{n}\ldots a_{1}}}-29a_{0}}(ou sa valeur absolue) l'est . On recommence jusqu'à ce que le nombre obtenu soit strictement inférieur à {\displaystyle 291} ({\displaystyle =3\times 97}). Le nombre est divisible par {\displaystyle 97} si et seulement si le résultat final est {\displaystyle 0,97} ou {\displaystyle 194}.
Exemple
{\displaystyle 46\ 657} est divisible par {\displaystyle 97} car
{\displaystyle 4\ 665-29\times 7=4\ 462},
{\displaystyle 446-29\times 2=388} et
{\displaystyle |38-29\times 8|=194}.

## Méthode du ruban de Pascal
Cette méthode (voir l'article détaillé) permet de tester la divisibilité d'un nombre {\displaystyle N}, généralement écrit en base dix, par n'importe quel entier {\displaystyle d}. Le principe est de remplacer, dans le nombre {\displaystyle N=10^{n}a_{n}+\ldots +10a_{1}+a_{0}}, chaque puissance de {\displaystyle 10} par son reste {\displaystyle r} dans la division euclidienne par {\displaystyle d} (on peut aussi prendre {\displaystyle r-d} au lieu de {\displaystyle r}).
Exemples
- Pour {\displaystyle d=7}, on peut remplacer {\displaystyle 1,10,100}, etc. par {\displaystyle 1,3,2,-1,-3,-2,1,3,2,-1,-3,-2}, etc. (suite périodique) : on dit qu'une clé de divisibilité par {\displaystyle 7} en base dix est ({\displaystyle 1,3,2,-1,-3,-2}). Le nombre {\displaystyle N={\overline {a_{n}\ldots a_{1}a_{0}}}} est divisible par {\displaystyle 7} si et seulement si le nombre suivant l'est :
{\displaystyle a_{0}+3a_{1}+2a_{2}-a_{3}-3a_{4}-2a_{5}+a_{6}+3a_{7}+2a_{8}-a_{9}\ldots =A+3B+2C}, avec
{\displaystyle A=a_{0}-a_{3}+a_{6}-a_{9}\ldots ,B=a_{1}-a_{4}+a_{7}-a_{10}\ldots } et {\displaystyle C=a_{2}-a_{5}+a_{8}-a_{11}\ldots }
- Pour {\displaystyle d=13}, une clé de divisibilité en base dix est ({\displaystyle 1,-3,-4,-1,3,4}) donc {\displaystyle {\overline {a_{n}\ldots a_{1}a_{0}}}} est divisible par {\displaystyle 13} si et seulement si le nombre suivant l'est :
{\displaystyle a_{0}-3a_{1}-4a_{2}-a_{3}+3a_{4}+4a_{5}+a_{6}-3a_{7}-4a_{8}-a_{9}\ldots =A-3B-4C}, avec
{\displaystyle A=a_{0}-a_{3}+a_{6}-a_{9}\ldots ,B=a_{1}-a_{4}+a_{7}-a_{10}\ldots } et {\displaystyle C=a_{2}-a_{5}+a_{8}-a_{11}\ldots }

### Critère de divisibilité par un facteur de 10n± 1
Dans la méthode du ruban, pour certains {\displaystyle d}, la clé de divisibilité est plus simple lorsqu'on considère {\displaystyle N} comme écrit en base {\displaystyle 10^{n}} pour un {\displaystyle n} bien choisi. En particulier, la clé de divisibilité en base {\displaystyle 10^{n}} sera ({\displaystyle 1,-1}) si {\displaystyle d} est un diviseur de {\displaystyle 10^{n}+1}, et elle sera simplement ({\displaystyle 1}) si {\displaystyle d} est un diviseur de {\displaystyle 10^{n}-1}. On en a vu des exemples pour la divisibilité par {\displaystyle 11} (facteur de {\displaystyle 10^{1}+1} et de {\displaystyle 10^{2}-1}) et (pour un « grand » nombre) par {\displaystyle 7} ou {\displaystyle 13} (facteurs de {\displaystyle 10^{3}+1}) ou par {\displaystyle 27} (facteur de {\displaystyle 10^{3}-1}). En résumé :
- Si {\displaystyle d} est un diviseur de {\displaystyle 10^{n}+1}, pour savoir si un grand nombre est divisible par {\displaystyle d}, il suffit de séparer ce nombre par tranches de {\displaystyle n} chiffres en partant des unités et d'insérer alternativement des {\displaystyle -} et des {\displaystyle +} entre les tranches. On effectue l'opération ainsi écrite et le résultat est divisible par {\displaystyle d} si et seulement si le nombre considéré au départ l'était. On répète cette transformation autant que faire se peut.
Exemples

| Divisibilité par   | 11 | 101 | 7 | 13 | 77 | 91 | 143 | 73 | 137 | 17 | 19 | 133 | 23 | 121 |
| Tranches de taille | 1  | 2   | 3 | 3  | 3  | 3  | 3   | 4  | 4   | 8  | 9  | 9   | 11 | 11  |

- Si {\displaystyle d} est un diviseur de {\displaystyle 10^{n}-1} (ce qui est vrai pour n'importe quel {\displaystyle n} si {\displaystyle d=3} ou {\displaystyle 9}), même principe mais en n'insérant que des {\displaystyle +} entre les tranches.
Exemples

| Divisibilité par   | 11 | 33 | 99 | 27 | 37 | 111 | 41 | 123 | 21 | 39 | 63 | 117 | 81 | 53 | 79 | 31 |
| Tranches de taille | 2  | 2  | 2  | 3  | 3  | 3   | 5  | 5   | 6  | 6  | 6  | 6   | 9  | 13 | 13 | 15 |